# Сульфамат калия
Сульфамат калия — неорганическое соединение,
соль калия и аминосульфоновой кислоты с формулой KNH2SO3,
кристаллы.

## Физические свойства
Сульфамат калия образует кристаллы
ромбической сингонии,
пространственная группа P bma,
параметры ячейки a = 0,826 нм, b = 0,829 нм, c = 0,590 нм, Z = 4.